# Doler
Doler je priimek v Sloveniji, ki ga je po podatkih Statističnega urada Republike Slovenije na dan 1. januarja 2010 uporabljalo 225 oseb in je med vsemi priimki po pogostosti uporabe uvrščen na 1.858. mesto.

## Znani nosilci priimka
- Damjan Doler, gradbenik
- Deja Doler (*1977), rokometašica
- Igor Doler, računalnikar
- Urška Doler, violistka